# Diaporthe leycesteriae
Diaporthe leycesteriae är en svampart som beskrevs av Grove 1930. Diaporthe leycesteriae ingår i släktet Diaporthe och familjen Diaporthaceae.   Inga underarter finns listade i Catalogue of Life.